# Pierre Berdoy
Pierre Berdoy, né à Biarritz en 1936, est un photographe français d'architecture, de design, de nature morte et de beauté. Lauréat du prix Niépce en 1967, il collabore avec les magazines français L'Œil (années 1960), Elle (années 1970 et 1980), Madame Figaro (années 1980) et d'autres publications jusque dans les années 2000.
En 1967, Pierre Berdoy obtient sa première reconnaissance professionnelle grâce à une série de photos intitulée La vie du taureau de combat. Ses natures mortes pour les magazines font ensuite école dans le mouvement du retour à la nature de l'époque. Plus tard il applique aux portraits et corps féminins une rigueur graphique qui fait son succès dans les pages beauté des magazines.

## Biographie
En 1959, Pierre Berdoy est diplômé de l'École technique de photographie et de cinématographie (ETPC), rue de Vaugirard à Paris, aujourd'hui École nationale supérieure Louis-Lumière, section Photographie.
En 1960, il épouse Dorine Bertrand, diplômée de la même promotion. Ils ont alors un fils, Manuel Berdoy, aujourd'hui spécialiste du comportement animal à l'université d'Oxford. Les douze années de mariage de Pierre et Dorine Berdoy seront aussi celles d'une association professionnelle fructueuse.
Pierre Berdoy commence sa carrière en répondant à des commandes d'architectes. De 1962 à 1967, Pierre Berdoy signe de nombreux reportages d'architecture et de décoration principalement à travers l'Europe pour la revue L'Œil dirigée alors par ses créateurs Rosamond Bernier et Georges Bernier. Robert Delpire en assurait la direction artistique. Les missions comptent notamment la maison de Peter Harnden et sa femme Marie Vassiltchikov à Cadaqués, un appartement par André Monpoix à Paris, la Villa Mairea réalisée par Alvar Aalto en 1937 en Finlande, la maison-musée des époux Urvater par André Jacqmain en Belgique, York Castle chez Yves Vidal à Tanger, la maison de l'architecte André Wogenscky à Saint-Brevin-les-Pins, d'autres décorées par David Nightingale Hicks à Londres, chez Mario Praz au Palais Ricci à Rome, etc.
Outre l'architecture, Pierre Berdoy photographie le travail de jeunes designers : les sièges Djinn créés par Olivier Mourgue, la table de bridge de Terence Conran ou encore les tissus de Placide Joliet en sont des exemples. Il immortalise les nouveaux salons de l'Élysée aménagés par Pierre Paulin et le Mobilier National pour le président Georges Pompidou.
En mars 1967, Pierre et Dorine Berdoy sont récompensés par le Prix Niépce, avec les deux reportages suivants :
- La vie du taureau de combat, réalisé par Pierre Berdoy dans les élevages d'Álvaro Domecq  Díez et d'Antonio Ordóñez en Andalousie et dans celui d'Hubert Yonnet en Camargue ;
- Portraits d'artistes liés au pop art américain réalisé par Dorine et Pierre à New York. C'est après une rencontre avec le galeriste Leo Castelli qu'ils ont photographié entre autres Robert Rauschenberg, James Rosenquist, Roy Lichtenstein, Lee Bontecou, Richard Lindner et, avec l'aide de la Sidney Janis Gallery, Marisol et Claes Oldenburg.

Suivent deux expositions : Tendances de la jeune photographie française à la Bibliothèque nationale et Design et Taureaux à l'espace Asko-Roche Bobois à Paris. Pour cette dernière, inaugurée en octobre 1967, Pierre Berdoy réalise la série de photographies autour du Ball Chair créé deux ans plus tôt par le designer finlandais Eero Aarnio. Avec le soutien du fabricant japonais Nikon, l'exposition des Taureaux devient ensuite itinérante.
De 1967 à 1974, Pierre Berdoy travaille régulièrement pour le magazine Elle. Il trouve auprès de Jacqueline Chaumont qui dirige les pages décoration une grande liberté de création.
Quelques exemples :
- une cinquantaine d'images, confrontation mimétique des objets et de la nature[7],[8],[9] ;
- un conte de Noël, roman-photo sur un scénario de Roland Topor, photographié au Glacier Blanc dans les Alpes ;
- le reportage Bambois, au fil à fils des saisons chez l'écrivaine et plasticienne Claudie Hunzinger et son mari Francis Hunzinger, quand parait le livre Bambois, la vie verte.

La rencontre avec les Hunzinger aura une suite quand, en 1983, l'association Image et Création organisera une exposition collective et itinérante où Pierre Berdoy présentera des grands tirages noir et blanc Empreintes dans la neige face aux écritures calcinées de Claudie Hunzinger.
En 1971, le gouvernement de Côte d'Ivoire lance une expédition scientifique dans la forêt de Taï afin d'inventorier la faune et la flore. Pierre Berdoy en est le photographe. Le parc national de Taï sera créé l'année suivante.
Au magazine Elle, Pierre Berdoy quitte les pages « Déco » pour les pages « Beauté ».
En 1984, Pierre Berdoy rejoint le magazine Madame Figaro dont Martin Schmollgrüber vient de prendre la direction artistique. Le Studio Pin-Up devient son quartier général. Pierre Berdoy réalise des couvertures et des centaines de pages pour le magazine, des portraits serrés, visages et corps fragmentés ainsi que des bijoux et produits de beauté avec la même obsession du détail. Cette technique est sa signature. La collaboration avec Madame Figaro s'achève avec la mort soudaine de Martin Schmollgrüber à l'âge de 44 ans en 1991.
En 1988, Pierre Berdoy a rejoint l'agence de photographes Trademarc, dirigée par Marc Pussemier. Il réalise de nombreuses photographies publicitaires dont la campagne Yves Saint Laurent Beauté Habillez vos lèvres pour son rouge à lèvres, Grand Prix de l'affiche française en 1992.
Au cours des années 1990, ses photos de beauté et de natures mortes sont publiées dans  les magazines Elle, Jardin des Modes et Votre Beauté.
Le musée d'archéologie nationale à Saint-Germain-en-Laye célèbre en 1992 le centenaire de la découverte de la Dame de Brassempouy par Édouard Piette. Pierre Berdoy y expose ses portraits de la statuette en ivoire de mammouth, saluant pour une fois une beauté du paléolithique supérieur.
En 1998, Pierre Berdoy et le photographe Patrice A. Quillet créent l'Atelier B&A, signant ensemble des photographies sous l'identité « Atelier Berdoy&Arcadius ». Ils sont régulièrement publiés par le magazine Votre Beauté.
À partir de 2002, Pierre Berdoy s'éloigne de Paris, met un terme à son travail de commande et, en accord avec Patrice Quillet, à l'Atelier B&A. Il revient à Biarritz, la ville de son enfance, où vit encore sa mère. Là, il installe ses archives et son studio pour se consacrer à des projets photos personnels.